# Barry Hayles
Pour les articles homonymes, voir Hayles.
Barry Hayles, né le 17 avril 1972 à Lambeth (Angleterre), est un footballeur international jamaïcain jouant au poste d'attaquant au Windsor FC en Combined Counties Football League (en).

## Palmarès
Stevenage Borough
- Champion de Isthmian League Premier Division en 1994
- Champion de Football Conference en 1996

 Fulham FC
- Champion d'Angleterre de troisième division en 1999
- Champion d'Angleterre de deuxième division en 2001
- Vainqueur de la Coupe Intertoto en 2002

 Leicester City
- Champion d'Angleterre de deuxième division en 2009

 Truro City
- Champion de Southern Football League Premier Division en 2011